# Alsike socken
Alsike socken (uttalas [állsicke]) i Uppland ingick i Ärlinghundra härad, ingår sedan 2003 i Knivsta kommun i Uppsala län och motsvarar från 2016 Alsike distrikt.
Socknens areal är 36,10 kvadratkilometer, varav 35,97 land. År 2000 fanns här 1 151 invånare. Godsen Krusenberg och Kungshamn, tätorten Alsike samt sockenkyrkan Alsike kyrka med Alsike kloster ligger i socknen. 

## Administrativ historik
Alsike socken har medeltida ursprung. 
Vid kommunreformen 1862 övergick socknens ansvar för de kyrkliga frågorna till Alsike församling och för de borgerliga frågorna till Alsike landskommun. Landskommunen inkorporerades 1952 i Knivsta landskommun som 1971 uppgick i Uppsala kommun och utbröts 2003 för att uppgå i Knivsta kommun. 1971 övergick området från Stockholms län till Uppsala län.
1 januari 2016 inrättades distriktet Alsike, med samma omfattning som församlingen hade 1999/2000.
Socknen har tillhört län, fögderier, tingslag och domsagor enligt vad som beskrivs i artikeln Ärlinghundra härad. De indelta soldaterna tillhörde Upplands regemente, Hundra Härads kompani och Sigtuna kompani, samt Livregementets dragonkår, Livskvadronenen.

## Geografi

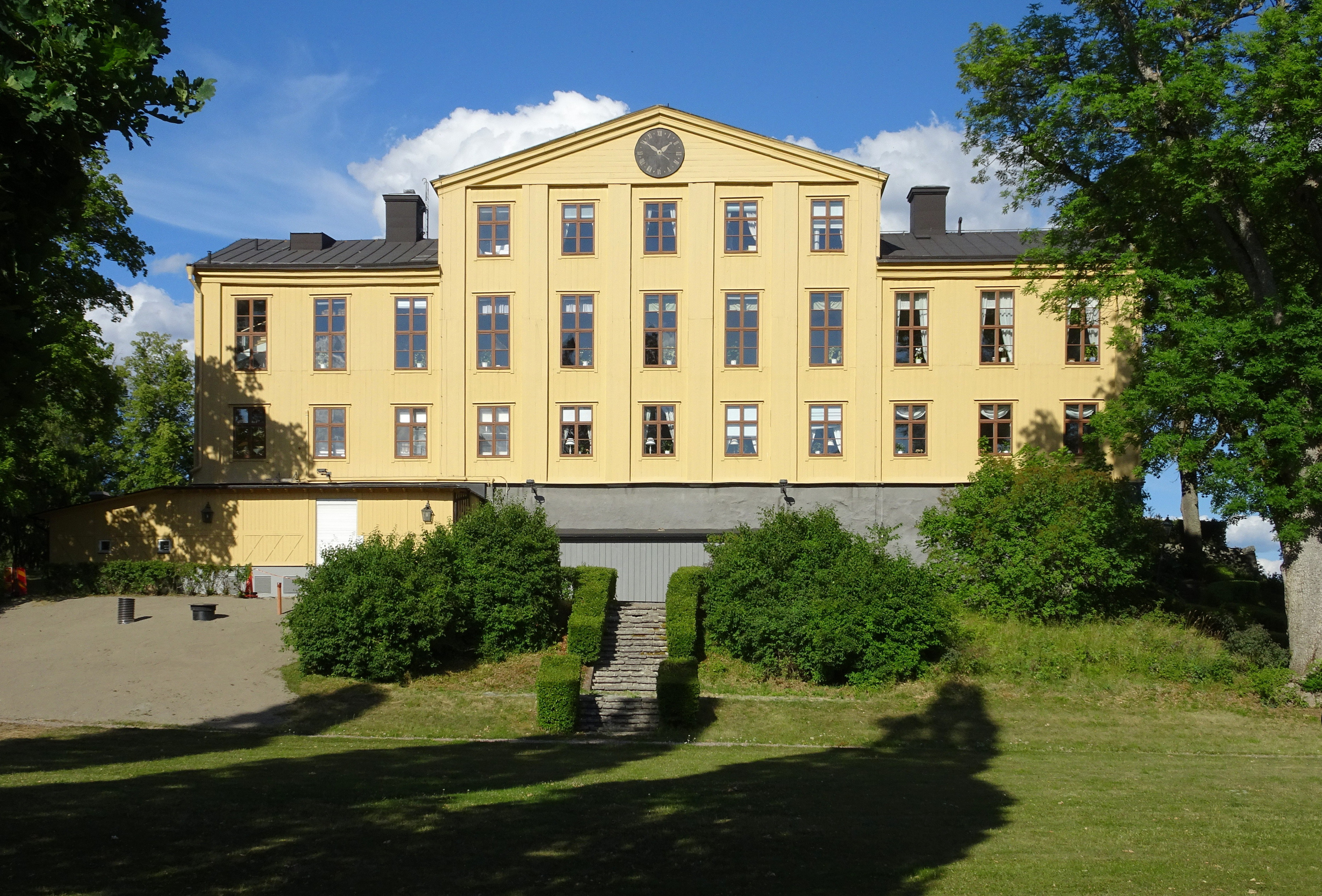
Krusenbergs herrgård (gårdsfasad).

Alsike socken ligger söder om Uppsala, öster om Ekoln och Fyrisåns nedersta lopp.  Socknen är i söder en odlad slätt och är i övrigt en skogsbygd.

## Fornlämningar

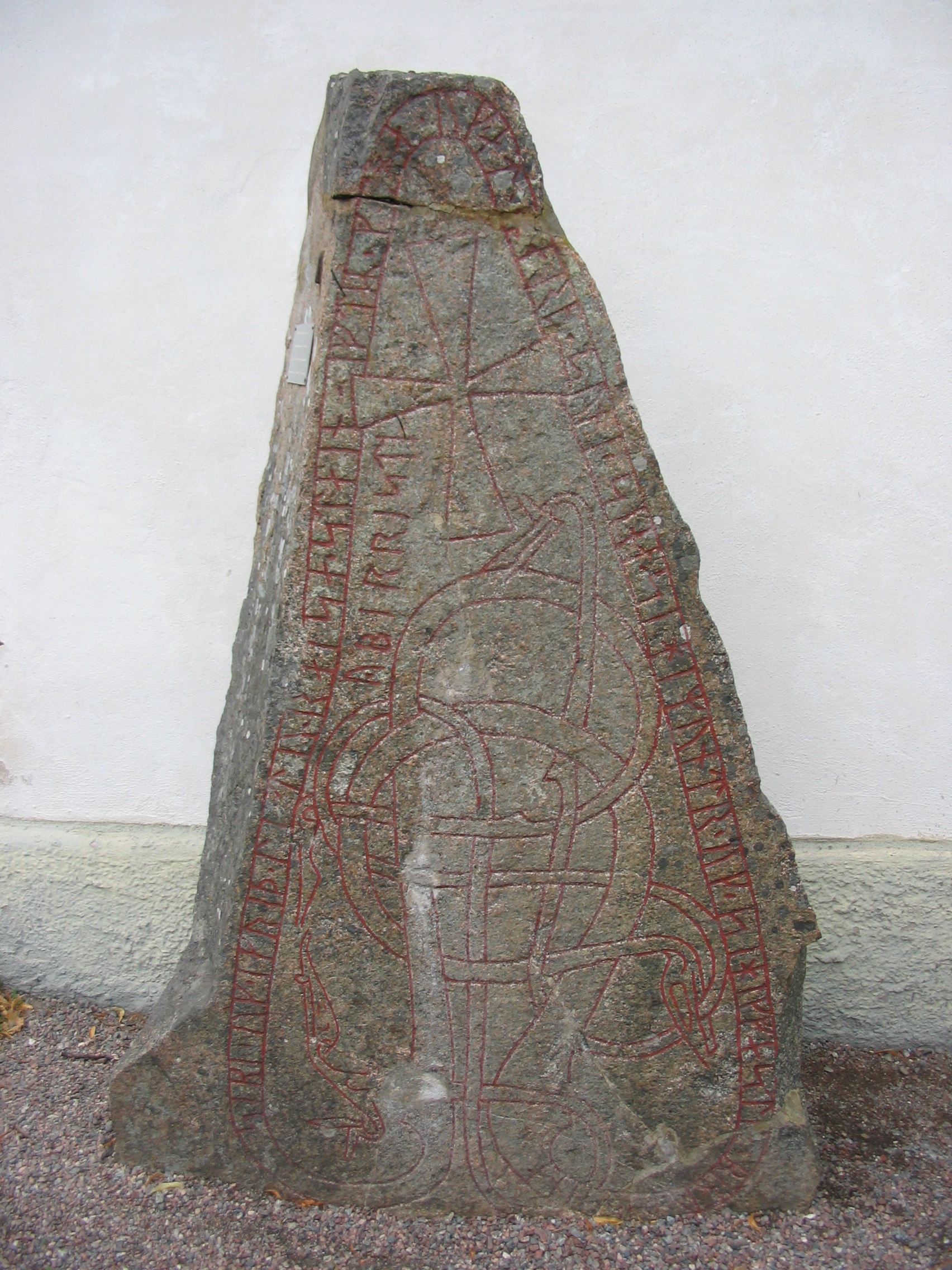
Runstenen U Fv1948;168 vid Alsike kyrka.

Från järnåldern finns gravfält. Fyra runristningar har påträffats. Vid Flottsund finns ett stort system av ålderdomliga hålvägar.

## Namnet
Namnet skrevs 1288 Alseke och kommer från kyrkbyn. Namnet innehåller trädbeteckningen al och seke, 'sankmark' och ger då tolkningen 'den albeväxta sankmarken'. Tidigare tolkning har varit att namnet innehåller al, 'tempel' och eke.